# Szczodrochoszcze
Szczodrochoszcze (ukr. Щедрогір) – wieś na Ukrainie w rejonie kowelskim, w obwodzie wołyńskim nad rzeką Prypeć. 
Miejscowość została założona w 1537 roku. Wieś królewska Szczodrohość położona była w pierwszej połowie XVII wieku w starostwie niegrodowym ratneńskim w ziemi chełmskiej. W II Rzeczypospolitej wchodziła w skład gminy wiejskiej Lelików w powiecie kobryńskim województwa poleskiego. Do II wojny światowej w pobliżu wsi znajdowały się chutory: Denisy, Doszczanica, Dubrowica, Hołyki oraz Krupin, które obecnie weszły administracyjnie w skład wsi.
W czasie okupacji niemieckiej mieszkająca tutaj ukraińska rodzina Dudów ukrywała Żydów, za co w 2011 roku Instytut Jad Waszem uhonorował tytułami Sprawiedliwych wśród Narodów Świata Mykytę i Darję Dudów.
Do 2020 w rejonie ratnieńskim.